# Nevena
Nevena (in cirillico: Невена) è un nome proprio di persona slavo femminile, in particolare bulgaro, macedone, serbo e croato.

## Varianti
Alterati
- Croato: Nevenka[1][2]
- Serbo: Невенка (Nevenka)[1]
- Sloveno: Nevenka[1]

Maschili
- Croato: Neven[1]
- Macedone: Невен (Neven)[1]
- Serbo: Невен (Neven)[1]

## Origine e diffusione

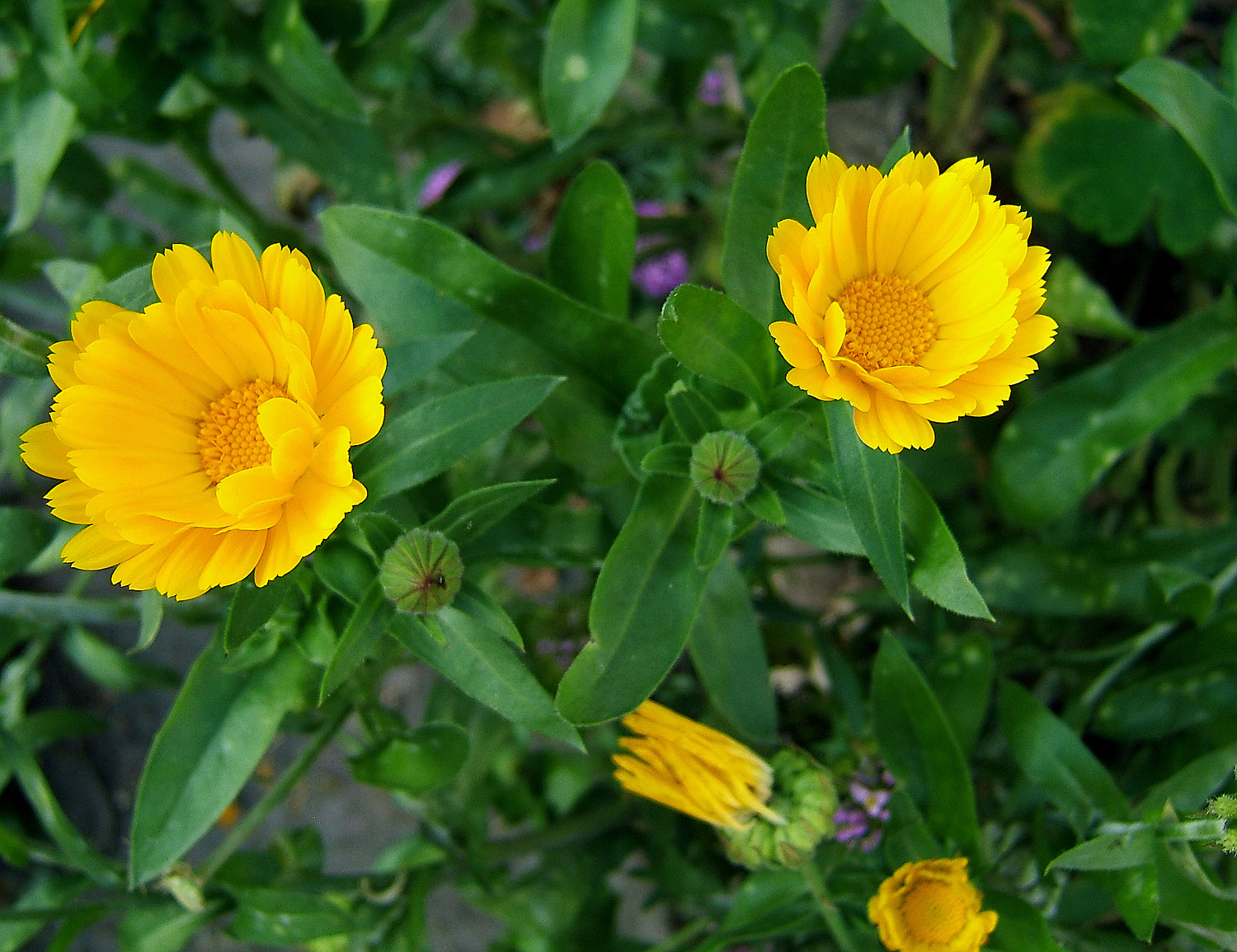
Dei fiori di Calendula officinalis

È basato sul termine slavo meridionale neven, che indica la calendula; è quindi uno dei numerosissimi nomi di ispirazione floreale, come ad esempio Albena, Margherita, Daisy, Dalia, Narciso, Verbena e via dicendo.

## Onomastico
Il nome è adespota, in quanto non ha santa patrona. L'onomastico si può festeggiare ad Ognissanti, che ricorre il 1º novembre.

## Persone
- Nevena Božović, cantante serba

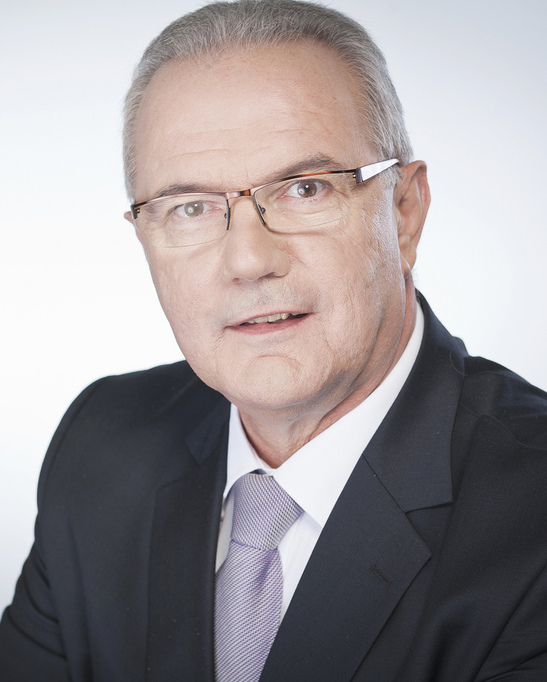
Neven Mimica

- Nevena Damjanović, calciatrice serba

### Variante maschile Neven
- Neven Marković, calciatore serbo
- Neven Mimica, politico e diplomatico croato
- Neven Spahija, allenatore di pallacanestro croato
- Neven Subotić, calciatore serbo

## Il nome nelle arti
- Nevenka Menliff è un personaggio del film del 1963 La frusta e il corpo, diretto da Mario Bava.